# Lasius atopus
Lasius atopus es una especie de hormiga del género Lasius, tribu Lasiini, familia Formicidae. Fue descrita científicamente por Cole en 1958.

## Descripción
La cabeza mide 1,07 mm, el palpo maxilar 0,77 mm y protórax de 0,76 mm.

## Distribución
Se distribuye por los Estados Unidos. Especie endémica de California.